# Ndebele (Simbabwe)
Die Matabele, auch AmaNdebele (Ndebele) genannt, sind ein aus einer Abspaltung der Zulu hervorgegangenes Bantu-Volk in Simbabwe. Ihre Sprache ist Nord-Ndebele.
Ihre historische Bedeutung, wenn nicht Entstehung verdanken die Matabele der Mfecane, der Völkerwanderung im südlichen Afrika des frühen 19. Jahrhunderts. Die Volksgruppe trennte sich unter der Führung von General Mzilikazi (auch Mosilegaze) von den sich unter der Herrschaft König Shakas konstituierenden Zulu.
Auf ihrem Zug westwärts kamen sie in der Gegend um das spätere Pretoria in Kontakt mit den Batswana, die ihnen den Namen Matabele gaben. Sie zogen anders als die südafrikanischen Ndebele weiter in Richtung Norden in das Gebiet des heutigen Simbabwe, wo sie die Shona unterwarfen. 
Zwischen 1834 und 1893 existierte ein souveränes Matabele-Königreich. Sein letzter König war Lobengula. Das Königreich wurde 1893 von der von Cecil Rhodes geleiteten British South Africa Company erobert und vom britischen Westafrika-Korps bei der Niederschlagung des Matabeleaufstandes 1896 endgültig vernichtet.
Im heutigen Simbabwe stellen die Ndebele zwischen einem Sechstel und einem Fünftel der Bevölkerung. Dass sie in Simbabwe gleichermaßen Minderheit sind, Träger des letzten vorkolonialen Staates und für die Bevölkerungsmehrheit fremde Eroberer waren, hat dort nach dem Ende des weißen Regimes zu erheblichen Spannungen geführt. Die von Shona dominierte Regierung Robert Mugabes ging mit diesen Spannungen mit gewaltsamer Unterdrückung der Ndebele um; zwischen 1982 und 1987 wurden mindestens 10.000 Ndebele getötet. Im Oktober 1999 bot Mugabe Entschädigungen an, um mehr Unterstützung aus der Volksgruppe zu gewinnen.

## Peter Abrahams, der „Sänger der Matabele“
Der südafrikanische Autor Peter Abrahams wird auch als Sänger der Matabele bezeichnet. Das bezieht sich darauf, dass sein Roman Wilder Weg Szenen aus einem urtümlichen Leben der Matabele beschreibt, am Hof des Königs Mosilegaze zur Zeit des Burentrecks 1835 – 1841:

„Alle im „Wilden Weg“ geschilderten Ereignisse spielten sich genauso ab, wie ich sie beschrieben habe. Mosilegaze ist authentisch, seine Geschichte entspricht historischen Tatsachen. Moshesh ist auch eine historische Figur. Gubuza hat ebenfalls gelebt, doch ist sein Charakter historisch nicht so scharf umrissen wie im Roman. Langa ist historisch, Dabula kann als erfunden bezeichnet werden, da er nicht unter diesem Namen lebte; er ist jedoch ein Symbol aller Matabele-Krieger der damaligen Zeit. Lobengula ist natürlich auch eine historische Figur. Viele Jahre nach der Zeit, in der mein Buch spielt, entriss Cecil Rhodes ihm das Königreich, das die Matabele im Norden errichtet hatten und das heute Rhodesien heißt.“